# Zeke (együttes)
A Zeke amerikai hardcore punk/hard rock/heavy metal együttes. Zenéjük e három műfaj keveréke, blues rockos beütéssel, melynek hatására gyakran a Motörheadhez hasonlítják őket. 1992-ben alakultak Seattle-ben. 2018-as albumuk a 44. helyet szerezte meg a Billboard listáján.

## Diszkográfia
- Super Sound Racing (1994)
- Flat Tracker (1996)
- PIG (koncert EP, 1997)
- Kicked in the Teeth (1998)
- True Crime (1999)
- Pinstriping the Dutchman's Coffin: Von Dutch Tribute (1999)
- Dirty Sanchez (2000)
- Death Alley (2001)
- Live and Uncensored (koncert album, 2003)
- 'Til the Livin' End (2004)
- Zeke / Disfear (split lemez, 2004)
- Zeke / Peter Pan Speedrock (split lemez, 2005)
- Lords of the Highway (2007)
- Hellbender (2018)